# K3리그 어드밴스
K3리그 어드밴스는 세미프로 리그이자 대한민국 축구 리그 시스템에서 4부리그 격에 해당하는 대한민국의 축구 리그이다. 3부리그인 내셔널리그와는 승격 및 강등 제도가 없으며, 하위 리그인 K3리그 베이직으로는 2팀이 강등되고 K3리그 베이직에서 2팀이 승격된다.

## 역사
2007년 설립된 K3리그는 2016년까지 통합된 채 운영되었지만 2017년부터 4부리그인 어드밴스와 5부리그인 베이직으로 분리되어 운영되기 시작했다. 2016시즌 기준 상위 12개팀은 어드밴스리그에서 2017시즌을 시작하고 남은 구단과 신생 구단은 베이직리그에서 2017시즌을 시작하게 되었다.

## 구단

### 2018 시즌 참가 구단
| 클럽             | 연고지    | 홈구장              | 가입년도 |
| ---------------- | --------- | ------------------- | -------- |
| 경주 시민축구단  | 경주      | 경주시민운동장      | 2008년   |
| 김포 시민축구단  | 김포      | 김포공설운동장      | 2013년   |
| 서울 중랑 축구단 | 서울 중랑 | 중랑구립잔디운동장  | 2012년   |
| 양평 FC          | 양평      | 용문생활체육공원    | 2016년   |
| 이천 시민축구단  | 이천      | 이천종합운동장      | 2009년   |
| 전주 시민축구단  | 전주      | 전주대학교 인조구장 | 2007년   |
| 청주 FC          | 청주      | 청주종합운동장      | 2009년   |
| 청주 시티 FC     | 청주      | 청주종합운동장      | 2016년   |
| 춘천 시민축구단  | 춘천      | 춘천송암스포츠타운  | 2010년   |
| 평택 시민축구단  | 평택      | 소사벌레포츠타운    | 2017년   |
| 포천 시민축구단  | 포천      | 포천종합운동장      | 2008년   |
| 화성 FC          | 화성      | 화성종합경기타운    | 2013년   |

### 지역별 분류
| 경주 시민축구단 전주 시민축구단 청주 시티 FC 청주 FC 춘천 FC                                    |
| 김포 시민축구단 양주 시민축구단 이천 시민축구단 양평 FC 파주 시민축구단 포천 시민축구단 화성 FC |

| 지역 (인구)        | 연고지 (인구)    | 구단            |
| ------------------ | ---------------- | --------------- |
| 수도권 (2,175,967) | 김포시 (363,443) | 김포 시민축구단 |
| 수도권 (2,175,967) | 양주시 (204,907) | 양주 시민축구단 |
| 수도권 (2,175,967) | 양평군 (112,577) | 양평 FC         |
| 수도권 (2,175,967) | 이천시 (265,097) | 이천 시민축구단 |
| 수도권 (2,175,967) | 파주시 (424,971) | 파주 시민축구단 |
| 수도권 (2,175,967) | 포천시 (155,326) | 포천 시민축구단 |
| 수도권 (2,175,967) | 화성시 (649,646) | 화성 FC         |
| 충청권 (846,650)   | 청주시 (846,650) | 청주 FC         |
| 충청권 (846,650)   | 청주시 (846,650) | 청주 시티 FC    |
| 전라권 (652,392)   | 전주시 (652,392) | 전주 시민축구단 |
| 강원권 (282,818)   | 춘천시 (282,818) | 춘천 FC         |
| 경상권 (261,535)   | 경주시 (261,535) | 경주 시민축구단 |

### 탈퇴한 구단
| 구단                       | 연고지    | 시즌      |
| -------------------------- | --------- | --------- |
| 대구 한국파워트레인 축구단 | 대구      | 2007      |
| 서울 파발 FC               | 서울 은평 | 2007-2008 |
| 창원 유나이티드            | 창원      | 2007-2008 |
| 전주 온고을 FC             | 전주      | 2008-2009 |
| 삼척 신우전자              | 삼척      | 2007-2010 |
| 용인 시민축구단            | 용인      | 2007-2010 |
| 부천 FC 1995               | 부천      | 2008-2012 |
| 남양주 시민축구단          | 남양주    | 2008-2012 |
| 아산 유나이티드            | 아산      | 2007-2013 |
| 서울 FC 마르티스           | 서울 강북 | 2009-2015 |
| 전남 영광 FC               | 영광      | 2010-2016 |

## 우승

### 시즌별 우승 구단
K3리그에서 가장 많은 우승을 달성한 구단은 포천 시민축구단으로 총 6차례 정상에 등극했으며, 2017년 우승으로 최초 3연속 우승 구단이 되었다. 경주 시민축구단이 3회 우승하였고, 화성 FC는 2회 우승하였으며, 서울 유나이티드, 양주 시민축구단이 각각 1차례씩 우승컵을 차지했다. 역대 각 시즌별 정규리그의 우승 및 준우승 구단과 참가 팀수 및 대회 명칭은 아래와 같다.
| 시즌 | 팀수 | 대회 방식             | 우승            | 준우승          |
| ---- | ---- | --------------------- | --------------- | --------------- |
| 2007 | 10   | 전•후기 리그 + 4강 PO | 서울 유나이티드 | 화성 신우전자   |
| 2008 | 10   | 전•후기 리그 + 4강 PO | 양주 시민축구단 | 화성 신우전자   |
| 2009 | 17   | 단일 리그             | 포천 시민축구단 | 평창 FC         |
| 2010 | 18   | 양대 리그 + 4강 PO    | 경주 시민축구단 | 삼척 신우전자   |
| 2011 | 16   | 양대 리그 + 4강 PO    | 경주 시민축구단 | 양주 시민축구단 |
| 2012 | 18   | 양대 리그 + 4강 PO    | 포천 시민축구단 | 춘천 시민축구단 |
| 2013 | 18   | 양대 리그 + 6강 PO    | 포천 시민축구단 | 파주 시민축구단 |
| 2014 | 18   | 양대 리그 + 6강 PO    | 화성 FC         | 포천 시민축구단 |
| 2015 | 18   | 양대 리그 + 6강 PO    | 포천 시민축구단 | 경주 시민축구단 |
| 2016 | 20   | 단일 리그 + 승격 PO   | 포천 시민축구단 | 청주 시티 FC    |
| 2017 | 12   | 단일 리그 + 챔피언십  | 포천 시민축구단 | 청주 시티 FC    |
| 2018 | 12   | 단일 리그 + 챔피언십  | 경주 시민축구단 | 이천 시민축구단 |
| 2019 | 12   | 단일 리그 + 챔피언십  | 화성 FC         | 양평 FC         |

### 구단별 우승 횟수
| 구단            | 우승                                     | 준우승                 |
| --------------- | ---------------------------------------- | ---------------------- |
| 포천 시민축구단 | 6회 (2009, 2012, 2013, 2015, 2016, 2017) | 1회 (2014)             |
| 경주 시민축구단 | 3회 (2010, 2011, 2018)                   | 1회 (2015)             |
| 화성 FC         | 2회 (2014, 2019)                         |                        |
| 양주 시민축구단 | 1회 (2008)                               | 1회 (2011)             |
| 서울 유나이티드 | 1회 (2007)                               |                        |
| 삼척 신우전자   |                                          | 3회 (2007, 2008, 2010) |
| 청주 시티 FC    |                                          | 2회 (2016, 2017)       |
| 평창 FC         |                                          | 1회 (2009)             |
| 춘천 시민       |                                          | 1회 (2012)             |
| 파주 시민       |                                          | 1회 (2013)             |
| 이천 시민       |                                          | 1회 (2018)             |
| 양평 FC         |                                          | 1회 (2019)             |

## 같이 보기
| 대한민국 축구 리그 시스템 - 1부 K리그1 - 2부 K리그2 - 3부 내셔널리그 - 4부 K3리그 어드밴스 - 5부 K3리그 베이직 - 6부 K5리그 - 7부 K6리그 - 8부 K7리그 | 대한축구협회 주관 리그전 - 전국 K3리그 (어드밴스 ･ 베이직) - 지역 K5리그 ･ K6리그 ･ K7리그 주요 컵 대회 - 전국선수권 대한민국 FA컵 - 아마선수권 챌린저스컵 | K3리그 어드밴스 관련 항목 - 챌린저스컵 - 전국체육대회 - 전국축구선수권대회 - 대통령배 전국축구대회 |